# 岩井映美里
岩井映美里（日语：／ Iwai Emiri，9月29日—）是日本的女性聲優，群馬縣出身。I'm Enterprise所屬。

## 人物
在日本播音演技研究所學習成為聲優，並在2015年加入I'm Enterprise。
2017年3月從上智大學文學部德國文學科畢業。
以前曾在中國住了10年，因此能用中文溝通，並且有著漢語水平考試滿級6級的成績。
在2017年8月播放的網路動畫「直播動漫 麟&犀×AI韻律♪」中飾演會說中文的角色「犀」。
興趣是繪畫、聽音樂及吃東西，專長則是中文及顏色調配。
在中國居住時就喜歡上了日本的動畫及漫畫，並且想成為能夠參與演出的人，因此決定成為一名聲優。小時候喜歡看美少女戰士，並且憧憬著飾演月野兔的聲優三石琴乃。

## 演出作品
※粗體字為主要角色。

### 電視動畫
2016年
- LoveLive! Sunshine!!（女學生）
- 少女編號（女性聲優、車站廣播）

2017年
- 快盜天使BREAK（女子B）
- 覆面系NOISE（女學生2、女高中生1）
- 不起眼女主角培育法♭（女僕）
- 多美超級救援DRIVE HEAD機動救急警察（春野霞）
- NEW GAME!!（比賽會場的人們）
- 偶像大師 SideM（觀眾）

2018年
- citrus（學生C）
- 卡利古拉（聲音導覽、女學生C）
- 告訴我吧魔法靈擺～莉露莉露妖精～（花園愛麗絲）
- KIRA KIRA HAPPY★ 打開吧！見習神仙精靈（茶子[5]）
- 茜色少女（女孩子）

2019年
- 消滅都市（ナミ）
- 流汗吧！健身少女（游泳池的客人）

2020年
- pet（大使〈幼少期〉）
- 刀劍神域 Alicization War of Underworld -THE LAST SEASON-（王麗／莓莓香）

2021年
- 轉生成蜘蛛又怎樣！（飯島愛子、七瀨千惠）
- 如果究極進化的完全沉浸RPG比現實還更像垃圾遊戲的話（女孩子）
- Love Live! Superstar!!

2022年
- 前進吧！登山少女 Next Summit（小春[6]）

2024年
- 神之塔（第2期）（諾瑪[7]）

2025年
- MOMENTARY LILY 刹那之花
- Summer Pockets（紬溫達斯[8]）

### 網路動畫
2017年
- 直播動漫 麟&犀×AI韻律♪（日语：生放送アニメ 直感×アルゴリズム♪）（犀[9]）

### 遊戲
2016年
- Alteil Chronicle（菲奈[10]）
- 發射吧！少女！（露琪卡[3]）
- 魔女異聞錄：伊絲塔利亞傳說（神桃仙莎克[3]）

2017年
- 青空Under Girls！（岩倉寧寧）
- 小小亞瑟王（亞塔蘭琪）
- 鋼鐵機娘（艾爾維拉）
- 偉大馬爾什的迷宮（艾德拉德、天使、康蒂、撫子、拉姆）

2018年
- Summer Pockets（紬溫達斯[11]）

2021年
- 怪物彈珠（2021年 - 2024年 布朗妮、伊麗絲、佩迪歐）

2023年
- Engage Kill（诺艾儿）

2024年
- 魔法禁书目录 幻想收束（诺艾儿）

### 其他
- 星期三的Downtown（天使的聲音[12]）
- 溫泉女孩（昼神夜空[13]）

## 外部連結
- 事務所官方簡歷 （页面存档备份，存于）（日語）
- 岩井映美里的X（前Twitter）（日語）